# Dom świętego Kazimierza (film)
Dom świętego Kazimierza – polski film biograficzny, którego fabuła ukazuje ostatnie lata życia Cypriana Kamila Norwida spędzone w Domu Świętego Kazimierza w Paryżu.

## Obsada aktorska
- Ignacy Gogolewski − Cyprian Kamil Norwid
- Irena Malkiewicz − siostra przełożona Teofila Mikułowska
- Zofia Truszkowska − siostra Bronisława
- Ewa Szykulska − Maria Teresa Sadowska
- Adolf Chronicki − Tomasz August Olizarowski
- Kazimierz Meres − kapitan Zaleski
- Janusz Paluszkiewicz − pułkownik Masłowski
- Czesław Jaroszyński − kapitan Zakrzewski
- Tadeusz Cygler − kapitan Kozłowski
- Włodzimierz Adamski − lekarz badający Norwida